# 今宿麻美
今宿麻美（日语：／ Imajuku Asami，1978年1月7日—），日本宮崎縣出身的模特兒。主要活躍於SWITCH、TOKION magazine、裝苑、commons＆sense、CONNECT、spring、mini、Smart、JILLE等日本流行雜誌。其他曾登場的雜誌有i-D（英）、NYLON（美）、BIG MAGAZINE（英）、VOGUE（台灣）、流行通信、SPUR、ELLE JAPON等等。
1998年，參與音樂組合IMAJUKU，成為樂隊的中心人物，開始了她的歌唱事業。1999年至2001年間，陸續推出過單曲及大碟。其中包括IMAJUKU* Ibiza、 FEEL LIKE MAKIN及PARADISE等。
2002年，發行了第一本寫真集『A.IMAJUKU』。今宿麻美在2001年首度以演員的身份，在電影『blue』中出演。其後在『9 SOULS』及『空中庭園』也有參與演出。2006年，在電影『LOVE MY LIFE』中出任第二女主角，飾演一名女同性戀者。
以前的經紀公司為étrenne及decade。

## 主要作品

### 電影
- 2001年 blue 飾演 中野美恵子
- 2003年 陰詩 主演‧飾演 シンドローム
- 2003年 ナイン・ソウルズ 飾演 希新
- 2005年 富江 BEGINNING 飾演 松原礼子
- 2005年 空中庭園 飾演 サッチン
- 2005年 FLOWERS＊
- 2005年 Sleeping Flowers 飾演 かず子
- 2006年 colors
- 2006年 LOVE MY LIFE 飾演 エリー
- 2006年 Life 飾演 野村操
- 2006年 架子角落
- 2006年 蛋糕卷
- 2007年 病葉流れて
- 2007年 休假
- 2007年 民男的幸福（日语：たみおのしあわせ）

## 外部連結
- 今宿麻美的網誌（页面存档备份，存于）